# Ypthima praenubila
Ypthima praenubila är en fjärilsart som beskrevs av John Henry Leech 1891. Ypthima praenubila ingår i släktet Ypthima och familjen praktfjärilar. Inga underarter finns listade i Catalogue of Life.